# پیت اسمیت
پیت اسمیت (انگلیسی: Pete Smith؛ ‏ ۴ سپتامبر ۱۸۹۲ – ۱۲ ژانویهٔ ۱۹۷۹) تهیه‌کننده، فیلم‌نامه‌نویس، کارگردان، بازیگر، راوی و صداپیشه اهل ایالات متحده آمریکا بود.
از فیلم‌هایی که وی در آن‌ها نقش داشته‌است، می‌توان به درخت در یک لوله آزمایش و صورت‌غذا اشاره نمود.
همچنین برندهٔ جوایزی همچون جایزه اسکار بهترین فیلم کوتاه و جایزه اسکار افتخاری شده‌است.